# Aeonium gomerense
Aeonium gomerense là một loài thực vật có hoa trong họ Crassulaceae. Loài này được (Praeger) Praeger miêu tả khoa học đầu tiên năm 1929.